# Festival international de programmes audiovisuels documentaires de Biarritz
Pour les articles homonymes, voir FIPA.
Le Festival international de programmes audiovisuels documentaires de Biarritz (acronyme FIPADOC), est un festival international de documentaires qui a lieu chaque année à Biarritz. Pendant une semaine, le festival est consacré à la création documentaire sous toutes ses formes et tous ses formats. Il réunit réalisateurs, professionnels, public et étudiants autour de rencontres, de conférences, de projections et de débats.

## Historique
En 1987, Michel Mitrani fonde le Festival international de programmes audiovisuels documentaires, appelé FIPA. Le festival débute dans la ville de Cannes. En 1995 il est déplacé à Nice puis s'installe, en 1996, dans la ville de Biarritz.
Le Festival international des programmes audiovisuels traite de différents types de programmes : fiction, série, documentaire de création, reportage, musique, spectacle et transmédia. Ainsi, pendant 30 ans, le FIPA s'est consacré aux programmes télévisuels. 
En 2019, le FIPA devient FIPADOC et se concentre désormais exclusivement à la création documentaire dédiée à la télévision et au cinéma. Présidé par Anne Georget et dirigé par Christine Camdessus depuis juin 2018, le FIPADOC s’inscrit dans le circuit des grands festivals documentaires européens. Pour sa première édition, l’équipe constate une augmentation considérable des candidatures de films (FIPA 2018 : 350 films ; FIPADOC 2019 : 1 200 films). Depuis, le nombre de films reçus et sa fréquentation n'ont cessé d'augmenter.

### Déroulement du festival
Depuis l'édition 2023, Le FIPADOC se déroule sur 9 jours dans différents lieux de la ville de Biarritz : Le Bellevue, le cinéma Le Royal, le casino municipal, la gare du Midi, la médiathèque, le Colisée. Les cinémas des villes de Saint-Jean-de-Luz, Bayonne, Cambo-les-Bains et Guéthary accueillent des projections pendant la semaine du festival.
Dans ce cadre se rencontrent réalisateurs, professionnels, public et étudiants pour découvrir la programmation du festival, en débattre et échanger sur les programmes. Les programmes sélectionnés, sont présentés en haute définition sur grand écran, en français et en anglais.

#### Journées professionnelles
Les journées professionnelles du FIPADOC sont des moments d’échanges, qui proposent à l’industrie française et internationale du documentaire une occasion d’initier des collaborations et de financer des projets.
Ces journées sont conçues comme un espace de réflexion à travers, par exemple, l’organisation de différents ateliers : IMPACT LAB, SMART LAB, DUO LAB ou encore DOC À LA PAGE. 

#### Journées Campus

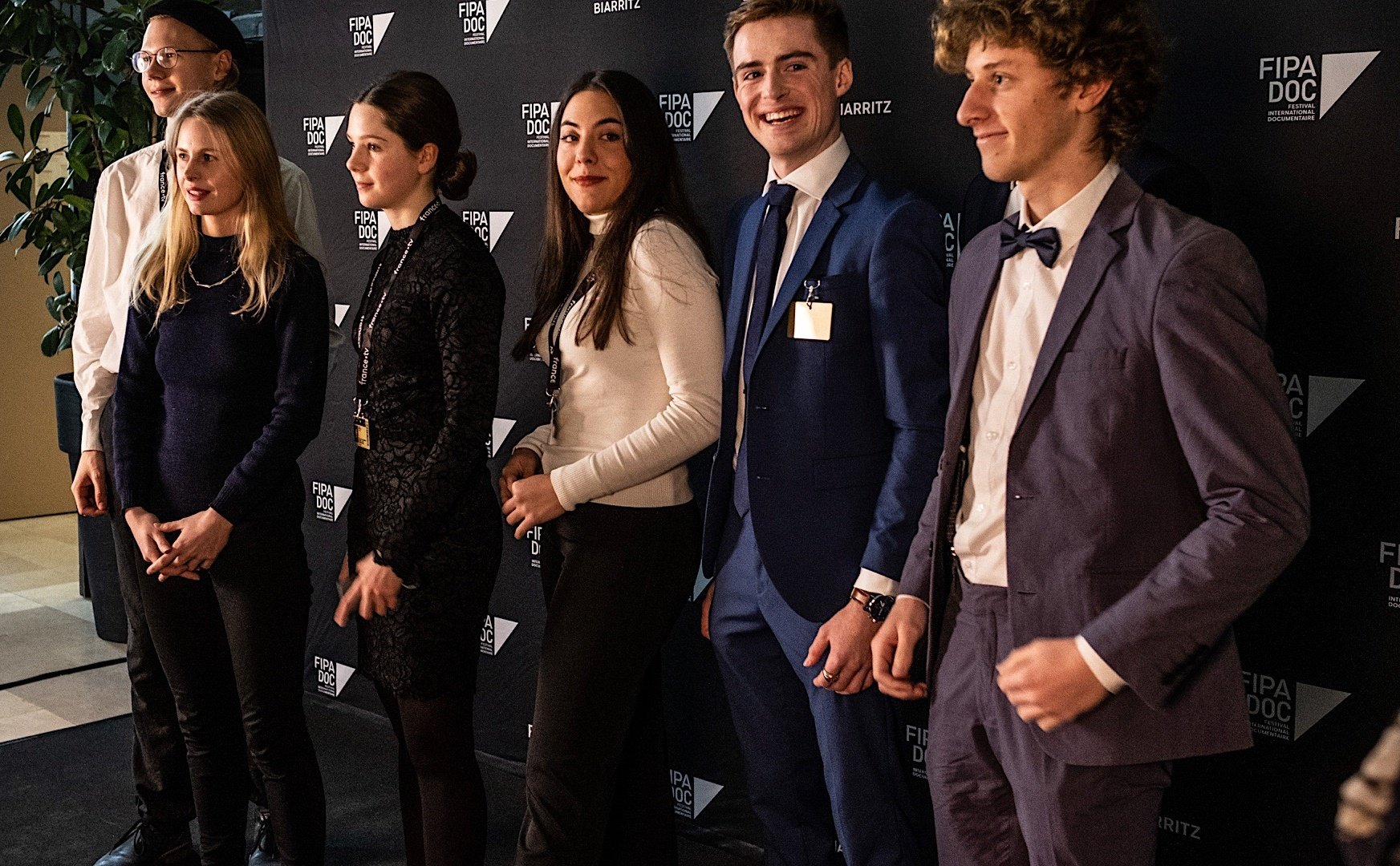
Le Jury européen du FIPADOC 2020 : Yann Blake, Antoine Bourgeais, Victoria Kloch, Max Liebstein, Giorgia Mazzanti et Joanna Nowiska.

Les Journées Campus du FIPADOC ont pour objectif d’éduquer à l’image et de faire découvrir le documentaire aux nouvelles générations. La sélection « Jeune Création » propose de découvrir des œuvres réalisées par de nouveaux talents émergents. 
Le Campus est l’occasion pour le public jeune de débattre autour des œuvres et de rencontrer des auteurs internationaux. 
Différents parcours sont proposés en fonctions des publics : le parcours scolaire, le parcours étudiant et le parcours professionnel de l’éducation et de l’audiovisuel. 
Le FIPADOC propose également à des lycéens et étudiants européens francophones de composer un jury et de décerner un prix au meilleur documentaire issu de la sélection labellisée Campus. 

##### Focus territoire
Chaque année, le FIPADOC met à l’honneur un pays ou une région du monde et la culture audiovisuelle qui l’accompagne. Le festival invite les professionnels de quatre pays à inscrire leurs documentaires réalisés ou leurs projets en développement. Ce sont entre 8 et 10 documentaires émanant de la région qui sont présentés à travers les différentes compétitions. 
- Focus 2025: Pays des Balkans: Albanie, Bosnie-Herzégovine, Croatie, Grèce, Kosovo, Monténégro, Macédoine du Nord, Serbie et Slovénie.
- Focus 2024: Italie
- Focus 2023: Pays + baltes ( Estonie, Lettonie, Lituanie) + Finlande
- Focus 2022: Benelux: Belgique, Pays-bas et Luxembourg
- Focus 2021: Groupe de Visgrád : Hongrie, Pologne, République tchèque et Slovaquie
- Focus 2020 : Suède
- Focus 2019 : Allemagne

### Le festival en chiffres
- 32 000 spectateurs en 2023 et 2024.
- 300 rendez-vous (projections, débats, masterclasses)[2]
- 1 700 accrédités professionnels[2]
- 120 journalistes[2]
- 1 300 scolaires et étudiants[2]

## Les prix du FIPADOC
Pendant le FIPADOC, 15 prix sont maintenant décernés. Le festival compte 7 compétitions et 5 sélections non compétitives. 

### Palmarès 2024
La sixième édition s'est déroulée du 19 au 27 janvier 2024.[réf. nécessaire]

#### Grands prix
- Grand prix documentaire international : Smoke sauna sisterhood de Anna Hints (Estonie, France, Islande)
- Grand prix documentaire national : Un pasteur de Louis Hanquet (France)
- Grand prix documentaire musical : Little Richard de Lisa Cortés (États-unis)
- Grand prix documentaire Impact : Against the tide de Sarvnik Kaur (Inde, France)

#### Prix
- Prix Ciné+: 20 jours à Marioupol, de Mstyslav Chernov (Ukraine)
- Prix du public INA Madelen : Travail forcé, le SOS d'un prisonnier chinois de Laëtitia Moreau (France)
- Prix SACEM de la musique originale: Un pasteur, musique composée par Julien Ribot (France)
- Prix Smart: Spots of light de Adam Weingrod (Israël)
- Prix Mitrani : Riverboom de Claude Baechtold (Suisse)
- Prix des Jeunes Européens : Bon voyage de Karine Birgé (Belgique)
- Prix du court-métrage : Madeleine de Raquel Sancinetti (Canada)
- Prix coup de cœur dans les murs (remis par un Jury de détenus de la maison d'arrêt de Bayonne)  : Invincible été de Stéphanie Pillonca (France)
- Prix Tënk - Jeune Création : Basia: three short stories de Mateusz Pietrak (Pologne)
- Prix Jeune Création ; Fatmé de Diala al Hindaouhi (France)
- Prix PFDM (Pour les Femmes Dans les Médias): Hawar, nos enfants bannis de Pascale Bourgaux (Belgique)

### Palmarès 2020
La deuxième édition du FIPADOC s'est déroulée du 21 au 26 janvier 2020,).

#### Grands prix
- Meilleur documentaire international : The Human Factor de Dror Moreh (en) (Royaume-Uni)
- Meilleur documentaire national : Danser sa peine de Valérie Müller (France)
- Meilleur documentaire musical : Once Aurora de Stian Servoss et Benjamin Langeland (Norvège)
- Meilleur documentaire Impact : 21 Days Inside de Zohar Wagner (Israël)

#### Prix
- Prix Smart INA : Traveling While Black de Roger Ross Williams, Félix Lajeunesse, Paul Raphaël, Ayesha Nadarajah (Canada)
- Prix Mitrani : Honeyland de Ljubomir Stefanov et Tamara Kotevska (Macédoine du Nord)
- Prix du jury européen : La Cravate de Étienne Chaillou et Mathias Théry
- Prix du court-métrage : Obon de Andre Hörmann et Anne Samo (Allemagne)
- Prix du public : Sous la peau de Robin Harsch (Suisse)
- Prix Tënk - Jeune Création : The Dam de Natalia Koniarz (Pologne)
- Prix Erasmus+ Jeune Création ; For Eunice de Jaan Stevens (Belgique)

### Palmarès 2019
Le 32e festival et 1er FIPADOC s'est déroulé du 22 au 27 janvier 2019.[réf. nécessaire]

#### Grands Prix
- Meilleur documentaire international : Poutine, l'irrésistible ascension de Vitali Manski (Lettonie, République Tchèque, Suisse)[6]
- Meilleur documentaire national : Quelle Folie de Diego Governatori (France)
- Meilleur documentaire musical : The 5 Browns: Digging Through the Darkness de Ben Niles (Etats-Unis)
- Meilleur documentaire Impact : Coming Out de Denis Parrot (France)

#### Prix
- Prix Mitrani : Quelle Folie de Diego Governatori (France)
- Prix du jury européen : A thousand girls like me de Sahra Mani (Afghanistan, France)
- Prix du public : Maurice Béjart, L'âme de la danse de Henri de Gerlache et Jean de Garrigues (France)
- Prix Tënk : Raz, Dwa, Zero de Anna Pawluczuk (Pologne)
- Prix Erasmus+ : La Bestia - Train of the Unknowns de Manuel Inacker (Allemagne)
- Prix Challenge Vidéo Verticale INA/FIPADOC : Jusqu'ici tout va bien ? de Caroline Hocquard, François Prosper et Chloé Weiss

### Palmarès 2018
Le 31e festival de Biarritz s'est déroulé du 23 au 28 janvier 2018,.

#### Fictions
- Fipa d'or : Cops de Stefan A. Lukacs (Autriche)
- Fipa d'or d'interprétation féminine : Ursula Strauss dans Meine Fremde Freundin (Allemagne)
- Fipa d'or d'interprétation masculine : Tobias Kersloot dans Van God Los : Kerstkado (Pays-Bas)
- Fipa d'or du meilleur scénario : Katrin Bühlig et Daniel Nocke pour Meine Fremde Freundin (Allemagne)
- Fipa d'or de la meilleure musique originale : Jesper Ankarfeldt pour Van God Los : Kerstkado (Pays-Bas)

#### Séries
- Fipa d'or : Sob Pressão de Jorge Furtado, Mini Kerti, Luiz Noronha, Cláudio Torres et Renato Fagundes (Brésil)
- Fipa d'or interprétation masculine : Julio Andrade pour le rôle du « Dr. Evandro Moreira » dans Sob Pressão (Brésil)
- Fipa d'or d'interprétation féminine : Marjorie Estiano pour le rôle du « Dr. Carolina Almeida » dans Sob Pressão (Brésil)
- Fipa d'or du scénario : Jorge Furtado, Lucas Paraizo, Antonio Prata, Marcio Alemão pour Sob Pressão (Brésil)
- Fipa d'or de la meilleure musique originale : Stephen Rae pour Safe Harbour (Australie)

#### Autres formats
- Fipa d'or de la musique et du spectacle : Marianne Faithfull, fleur d’âme de Sandrine Bonnaire (France)
- Fipa d'or documentaire international : Stronger Than A Bullet de Maryam Ebrahimi  (Suède, France, Qatar)
- Fipa d'or documentaire national : En équilibre de Antarès Bassis et Pascal Auffray
- Mention spéciale documentaire national : Les Enfants du 209, rue Saint-Maur, Paris Xe de Ruth Zylberman

#### Autres prix
- Prix Mitrani fiction : Heyvan de Bahram Ark et Bahman Ark (Iran)
- Prix Mitrani documentaire : Heimat de Sam Peeters (Belgique)
- Prix de l'innovation : Altération de Jérôme Blanquet (France)
- Prix Erasmus+ : Magic Moments de Martina Buchelová (Slovaquie)
- Prix du jury des jeunes européens : Enfants du hasard de Thierry Michel et Pascal Colson
- Prix du public : Le Temps des égarés de Virginie Sauveur (France)
- Prix du Hackathon : Dessine-moi un futur - Développé par l’équipe composée d'Alice Bédard, Sandrine Corbeil, Hugo Denepoux, Florian Pannetier, Quentin Piat et Alexandre Rosenthal